# 格拉斯哥現代藝術美術館

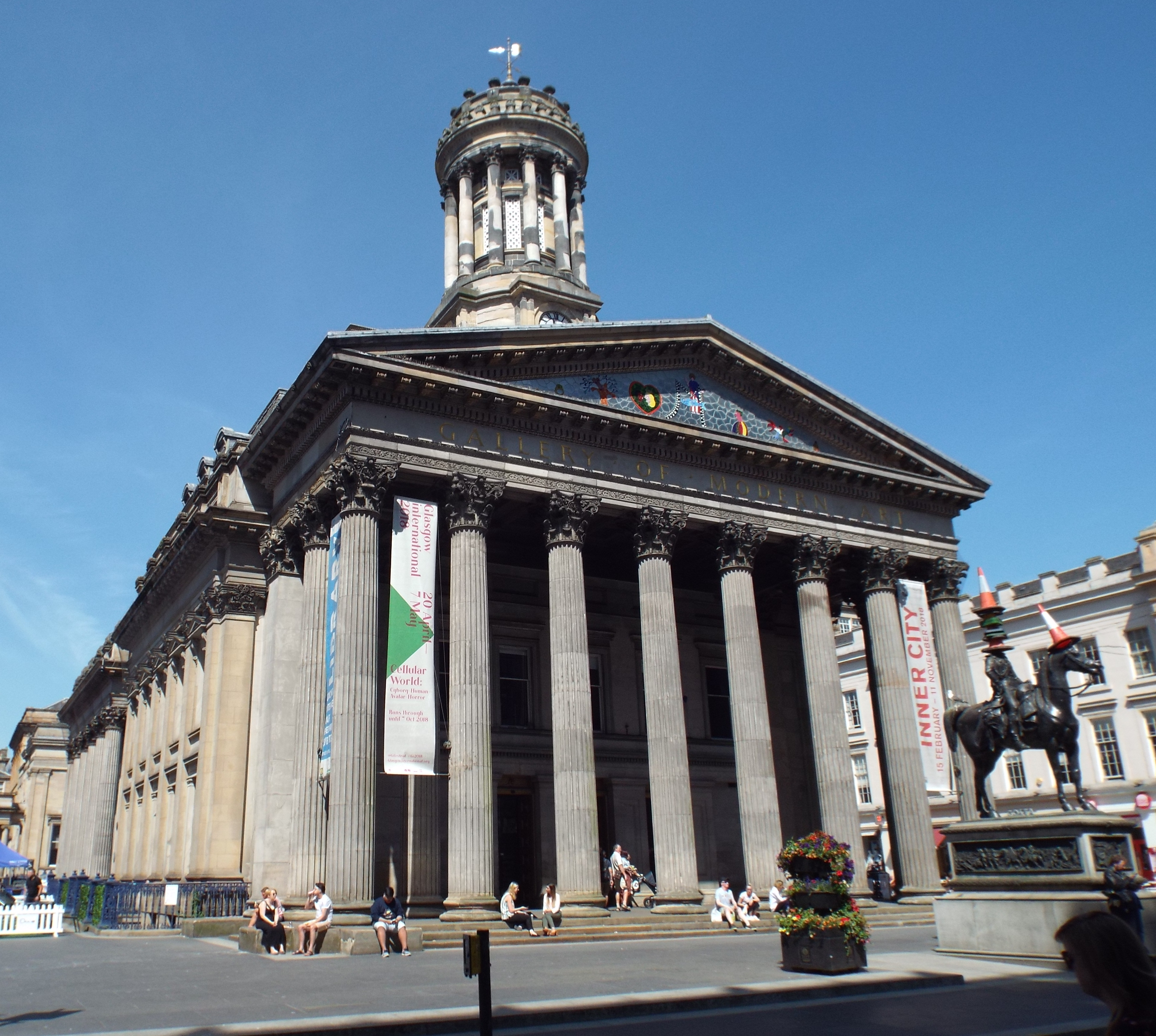

格拉斯哥現代藝術美術館（英語：The Gallery of Modern Art (GoMA)）是英國蘇格蘭城市格拉斯哥主要的現代藝術美術館。格拉斯哥現代藝術美術館開業於1996年，位於格拉斯哥市中心的一座新古典主義建築之內，這座建築則修建於1778年。格拉斯哥現代藝術美術館自開業以來已經吸引了數百萬的遊客。

## 外部連結
- Museum website （页面存档备份，存于）
- Historic Glasgow Architecture （页面存档备份，存于）
- Photographs of the Gallery of Modern Art in Glasgow

55°51′37″N 4°15′09″W / 55.8602°N 4.25249°W